# Enrico Bombieri

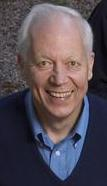
Enrico Bombieri (2006)

Enrico Bombieri (* 26. November 1940 in Mailand) ist ein italienischer Mathematiker. Er arbeitet am Institute for Advanced Study in Princeton, New Jersey. Er ist bekannt für seine Arbeiten auf den Gebieten der Zahlentheorie, der algebraischen Geometrie, der Analysis und der Gruppentheorie.
1974 wurde er mit der Fields-Medaille ausgezeichnet (Plenarvortrag: Variational problems and elliptic equations).

## Leben
Bombieri studierte in Mailand, wo er 1963 bei Giovanni Ricci promovierte, und in Cambridge bei Harold Davenport. Er lehrte ab 1966 an der Scuola Normale Superiore di Pisa und in Sassari, bevor er 1977 in die USA ans Institute for Advanced Study in Princeton ging, wo er zurzeit „IBM John von Neumann“-Professor für Mathematik ist.

## Werk
Das Bombieri-Theorem (oder „Bombieris Mittelwertsatz“ oder „Satz von Bombieri und Winogradow“, nach Bombieri und Askold Iwanowitsch Winogradow) ist eine Erweiterung des Dirichletschen Primzahlsatzes über Primzahlen in arithmetischen Folgen. Es wurde von ihm durch eine Anwendung des von ihm weiterentwickelten „Großen Siebes“ in der analytischen Zahlentheorie gefunden (ursprünglich von Juri Linnik und Alfréd Rényi).
Ab Mitte der 1960er Jahre wandte er sich der Theorie der Minimalflächen oder allgemeiner minimaler Untermannigfaltigkeiten in höherdimensionalen euklidischen Räumen zu, teilweise in Zusammenarbeit mit Ennio De Giorgi und Enrico Giusti. Mit diesen gelang ihm 1969 die vollständige Lösung des Bernstein-Problems (benannt nach Sergei Bernstein, der im Satz von Bernstein den Fall zweier Dimensionen behandelte), indem sie zeigten, dass der Satz von Bernstein in 8 und mehr Dimensionen nicht mehr zutrifft.
In der algebraischen Geometrie beschäftigte er sich mit der Klassifikation algebraischer Flächen in Charakteristik {\displaystyle p}, wobei er teilweise mit David Mumford zusammenarbeitete.
Er befasste sich auch (Inventiones Mathematicae 1967/1968) mit der lokalen Form der Bieberbachschen Vermutung für schlichte Funktionen im Einheitskreis.

## Auszeichnungen und Mitgliedschaften
1966 erhielt er den Premio Caccioppoli, 1974 die Fields-Medaille, 1976 den Antonio-Feltrinelli-Preis und 1980 den Balzan-Preis für Mathematik. Für das Buch Heights in Diophantine Geometry mit Walter Gubler erhielt er 2008 den Joseph L. Doob Prize der American Mathematical Society. 2010 wurde er mit dem King Faisal International Prize ausgezeichnet gemeinsam mit Terence Tao und 2020 mit dem Crafoord-Preis in Mathematik.
Er ist Mitglied der Accademia Nazionale delle Scienze, der Accademia dei XL, der Academia Europaea (seit 1995), der Académie des Sciences (seit 1980), des Institut de France, der National Academy of Sciences (seit 1996), der königlich schwedischen Akademie der Wissenschaften und seit 1979 Mitglied der American Academy of Arts and Sciences. 1977 wurde er Ehrenmitglied der London Mathematical Society. 2002 wurde er Cavaliere di Gran Croce al Merito della Repubblica.
2005/06 und 2006/07 war er im Abel-Preis-Komitee.

## Schriften
- On the large sieve, Mathematika, Band 12, 1965, S. 201–225.
- mit Harold Davenport: Small differences between prime numbers, Proc Roy Soc Ser A, Band 293, 1966, S. 1–18.
- On exponential sums in finite fields, Am. J. Math., Band 88, 1966, S. 71–105.
- On Galois coverings over finite fields,  Proc Internat Colloq Alg Geom, Madrid, 1965, Madrid: Inst Jorge Juan del CSIC IMU, 1966, S. 23–30.
- mit H. Davenport:  On two problems of Mordell, Am J Math, Band 88, 1966, S. 61–70.
- mit Peter Swinnerton-Dyer:  On the local zeta function of a cubic threefold,  Ann Scuola Norm Sup Pisa (3), Band 21, 1967, S. 1–29.
- On the local maximum property of the Koebe function, Inv. Math., Band 4, 1967, S. 26–27.
- A geometric approach to some coefficient inequalities for univalent functions, Ann. Scuola Normale Superiore Pisa, Band 22, 1968, S. 377–397.
- mit Ennio di Giorgi, Enrico Giusti: Minimal cones and the Bernstein problem, Inventiones Mathematicae, Band 7, 1969, S. 243–268.
- mit Serge Lang: Analytic subgroups of group varieties, Inv. Math., Band 11, 1970, S. 1–14.
- Canonical models of surfaces of general type, Pub. Math. IHES, Band 42, 1973, S. 171–219.
- mit Dale Husemoller: Classification and embeddings of surfaces, Proc. Symp. Pure Math., Band 29, 1975, S. 329–420.
- On twin almost primes, Acta Arithmeticae, Band 28, 1975, S. 177–193.
- mit Wolfgang Schmidt: Simultaneous approximations of algebraic numbers, Lecture notes in mathematics 317, 1973, S. 1–20.
- mit David Mumford: Enriques Classification of surfaces in char p, Teil 2, in: Complex Analysis and Algebraic Geometry, Cambridge UP 1977, S. 23–42, Teil 3, Inventiones Mathematicae, Band 35, 1976, S. 197–232.
- mit J. Vaaler: On Siegel’s lemma, Inventiones Mathematicae, Band 73, 1983, S. 11–32.
- Le Grand Crible dans la Théorie Analytique des Nombres (Seconde Édition). Astérisque 18, 1974
- mit B. Beauzamy, Per Enflo, Hugh Montgomery: Product of polynomials in many variables, Journal of Number Theory, Band 36, 1990, S. 219–245.
- mit Walter Gubler: Heights in Diophantine Geometry, Cambridge University Press 2006